# 西福寺 (那珂市)
西福寺（さいふくじ）は、茨城県那珂市瓜連にあった時宗の寺院。

## 概略と沿革
北条貞国が、元弘2年（1331年）に建立したといわれている。『新編常陸国誌』にも瓜連村の内に当寺が見え、末寺2箇寺とある。廃仏毀釈に伴って廃寺となったため、寺の詳細は分かっていない。ただし寺格は没収されたものの、地蔵堂と墓地などが現地にそのまま残っているため、寺としての機能は残っている。常陸太田市の浄光寺が兼務している。

## 文化財

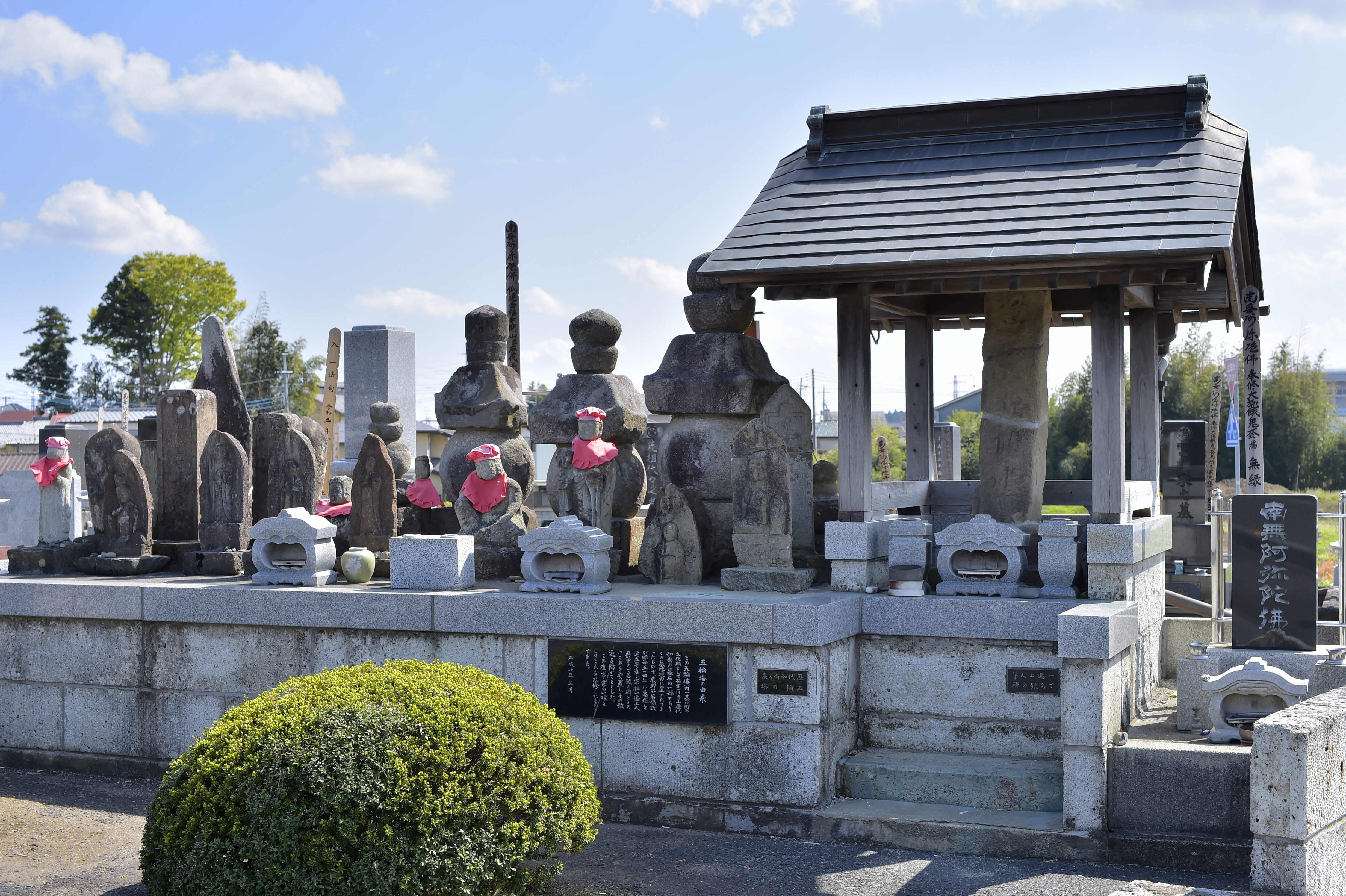
五輪塔と歴代和尚の墓

- 五輪塔[3] - 高さ158センチメートルで、室町時代と推定される。市指定文化財。
- 木造地蔵菩薩立像[4] - 高さ119.5センチメートル。木造では県内最古の地蔵菩薩。鎌倉時代と推定される。市指定文化財。

## 交通アクセス
東日本旅客鉄道水郡線瓜連駅から徒歩で約3分